# Matthias Dévay
Mátyás Biró, também conhecido como Matthias Dévay (Deva - Debrecen, 1547), foi um reformador protestante, chamado de Martinho Lutero da Hungria.
Dévay nasceu em Deva, na cidade de Hunyad, Transilvânia, no final do século XV ou início do século XVI. Foi chamado "Dévay" porque era de Deva. Pode ter estudado com Simão Grynaeus, o primeiro proponente húngaro da Reforma Protestante, em Buda. A Universidade de Cracóvia tem seu registo como aluno, em 1523. Após dois anos de estudo, foi ordenado como sacerdote e monge na Igreja Católica Romana.
Em algum momento, entre 1527 e 1529, tornou-se defensor da Reforma Protestante e, em 1529, viajou para a Universidade de Wittenberg para estudar com Martinho Lutero. Como seu aluno, Dévay morava na casa de Lutero.
Voltou a Buda por volta de 1531, tornando-se pastor de uma congregação protestante. Ideias protestantes puderam florescer na Hungria neste momento porque havia ruturas na disciplina da igreja, depois de quase todos os bispos húngaros terem sido mortos na batalha de Mohács (1526) e da desordem geral que havia no Reino da Hungria. Durante o seu tempo em Buda, Dévay escreveu uma obra denunciando a oração aos santos. também publicou 52 proposições explicando a posição protestante. Biró convenceu os membros das famílias Batthyány e Bocskay a apoiar a Reforma. A Reforma da Hungria sob a liderança de Biró aproximou-se da posição conhecida mais tarde como Calvinismo. Protestantes húngaros chegaram a fazer distinção entre sua fé: chamavam de Magyar hit (fé húngara) e de Nemes hit (fé alemã) (por exemplo, o luteranismo).
Dévay logo deixou a cidade de Buda para se tornar ministro em Košice. Em pouco tempo, foi preso por Thomas Szalaházy, bispo de Erlau, um conselheiro próximo ao rei Fernando I da Hungria. Ele foi preso primeiro em Likavka, em seguida, em Bratislava, e na sequência, em Viena. Ele foi julgado diante de Johann Faber, bispo de Viena, outro conselheiro próximo a Fernando, e um adversário ferrenho da Reforma. Biró foi libertado logo após seu julgamento, e voltou a Buda, onde retomou seu trabalho como reformador. Em 1532, ele foi preso novamente, e permaneceu na prisão até 1534.
Depois de ser liberto da prisão, Dévay esteve sob a proteção de Tamás I Nadasdy. Dedicou então seu tempo para refutar as obras de Gregory Szegedy, um doutor da Sorbonne e superior provincial dos Franciscanos, na Hungria, que havia escrito contra a Reforma. Dévay escreveu Orthographica Hungarica, o primeiro livro publicado em húngaro.
Apesar da oposição do rei Fernando à Reforma, Dévay apoiou sua ascensão ao trono, em oposição a seu rival János Szapolyai, apoiado pelo Império Otomano. A guerra civil entre Fernando e Szapolyai János, em última instância, fez com que Miro partisse da Hungria. Ele viajou para a corte de George, Governador de Brandenburg-Ansbach, levando uma carta de apresentação de Filipe Melâncton. De lá, ele viajou para a Suíça, onde adotou o ponto de vista dos autores da Primeira Confissão Helvética sobre o tema da Ceia do Senhor.
Depois de voltar para a Hungria, Dévay foi um defensor zeloso da posição reformada sobre a Ceia do Senhor, e denunciou a posição luterana. Em 1544, os ministros da Sárvár se queixaram a Martinho Lutero da doutrina ensinada por seu ex-aluno, e Lutero denunciou a posição de Dévay como uma abominação e disse que ele lutaria contra essa posição. 
Na Hungria, Dévay se estabeleceu em Debrecen, sob a proteção de um dos parentes de Nadasdy. Durante esse tempo, ele escreveu exposições dos Dez Mandamentos, a Oração do Senhor, o Credo dos Apóstolos, e o Credo Niceno, em húngaro, para o homem comum.